# Adrian Lewis
Adrian Stephen Lewis (Inglaterra, 1962) é um matemático britânico-canadense, especialista em análise variacional.

## Formação e carreira
Na Universidade de Cambridge obteve o bacharelado em matemática em 1983, o M.A. em 1987 e o Ph.D. em engenharia em 1987, com a tese Extreme point methods for infinite linear programming. No Canadá foi membro da faculdade da Universidade de Waterloo de 1989 a 2001 e da Universidade de Simon Fraser de 2001 a 2004. Na Universidade Cornell foi desde 2004 full professor e desde 2018 Samuel B. Eckert Professor of Engineering na School of Operations Research and Information Engineering.

## Publicações selecionadas
- Borwein, J. M.; Lewis, A. S. (1991). «Duality Relationships for Entropy-Like Minimization Problems». SIAM Journal on Control and Optimization. 29 (2): 325–338. doi:10.1137/0329017
- Borwein, J. M.; Lewis, A. S. (1991). «Convergence of Best Entropy Estimates». SIAM Journal on Optimization. 1 (2): 191–205. doi:10.1137/0801014
- Borwein, J. M.; Lewis, A. S. (1991). «On the convergence of moment problems». Transactions of the American Mathematical Society. 325: 249–271. doi:10.1090/S0002-9947-1991-1008695-8
- Borwein, J. M.; Lewis, A. S. (1992). «Partially finite convex programming, Part I: Quasi relative interiors and duality theory». Mathematical Programming. 57 (1–3): 15–48. doi:10.1007/BF01581072
- Borwein, J. M.; Lewis, A. S. (1993). «Partially-Finite Programming in {\displaystyle L_{1}} and the Existence of Maximum Entropy Estimates». SIAM Journal on Optimization. 3 (2): 248–267. doi:10.1137/0803012
- Borwein, J.M.; Lewis, A.S.; Nussbaum, R.D. (1994). «Entropy Minimization, DAD Problems, and Doubly Stochastic Kernels». Journal of Functional Analysis. 123 (2): 264–307. doi:10.1006/jfan.1994.1089
- Lewis, Adrian S.; Overton, Michael L. (1996). «Eigenvalue optimization». Acta Numerica. 5: 149–190. Bibcode:1996AcNum...5..149L. doi:10.1017/S0962492900002646
- Lewis, A. S. (1996). «Convex Analysis on the Hermitian Matrices». SIAM Journal on Optimization. 6: 164–177. doi:10.1137/0806009
- Borwein, J. M.; Lewis, A. S.; Noll, D. (1996). «Maximum Entropy Reconstruction Using Derivative Information, Part 1: Fisher Information and Convex Duality». Mathematics of Operations Research. 21 (2): 442–468. doi:10.1287/moor.21.2.442
- Lewis, A. S. (2000). «Lidskii's Theorem via Nonsmooth Analysis». SIAM Journal on Matrix Analysis and Applications. 21 (2): 379–381. doi:10.1137/S0895479898338676
- Burke, J. V.; Lewis, A. S.; Overton, M. L. (2001). «Optimal Stability and Eigenvalue Multiplicity». Foundations of Computational Mathematics. 1 (2): 205–225. doi:10.1007/PL00021726
- Lewis, A.S. (2003). «The mathematics of eigenvalue optimization». Mathematical Programming. 97: 155–176. doi:10.1007/s10107-003-0441-3
- Burke, James V.; Lewis, Adrian S.; Overton, Michael L. (2004). «Variational Analysis of the Abscissa Mapping for Polynomials via the Gauss-Lucas Theorem». Journal of Global Optimization. 28 (3/4): 259–268. doi:10.1023/B:JOGO.0000026448.63457.51
- Burke, James V.; Lewis, Adrian S.; Overton, Michael L. (2005). «Variational analysis of functions of the roots of polynomials». Mathematical Programming. 104 (2–3): 263–292. doi:10.1007/s10107-005-0616-1
- Lewis, Adrian S.; Pang, C. H. Jeffrey (2008). «Variational Analysis of Pseudospectra». SIAM Journal on Optimization. 19 (3): 1048–1072. doi:10.1137/070681521
- Drusvyatskiy, D.; Lewis, A. S. (2013). «Tilt Stability, Uniform Quadratic Growth, and Strong Metric Regularity of the Subdifferential». SIAM Journal on Optimization. 23: 256–267. arXiv:1204.5794. doi:10.1137/120876551
- Burke, James V.; Curtis, Frank E.; Lewis, Adrian S.; Overton,, Michael L.; Simões, Lucas EA (2018). «Gradient sampling methods for nonsmooth optimization». arXiv:1804.11003 [math.OC]

## Prêmios e honrarias
- 1996 — Prêmio André Aisenstadt[4]
- 2009 — fellow da SIAM[5]
- 2014 — palestrante convidado do Congresso Internacional de Matemáticos em Seul[6]